# Central Hockey League
Central Hockey League (CHL) – rozgrywki hokeja na lodzie w Stanach Zjednoczonych.
Liga powstała w 1992. Właścicielem ligi został Global Entertainment Corporation. Każdego roku zwycięzca ligi otrzymywał trofeum Ray Miron President’s Cup. Obecnie liga liczy 17 zespołów. Niektóre zespoły podlegały klubom z wyższych lig. W październiku 2014 rozgrywki CHL zostały zlikwidowane, wówczas część klubów przeszły do ligi East Coast Hockey League.

## Drużyny

### Konferencja Północna
Dywizja Północna – Wschodnia
- Bossier-Shreveport Mudbugs (Buffalo Sabres, Rochester Americans)
- Memphis RiverKings (New York Rangers, Hartford Wolf Pack)
- Tulsa Oilers
- Youngstown SteelHounds (Columbus Blue Jackets, Syracuse Crunch)

Dywizja Północno-Zachodnia
- Colorado Eagles
- Oklahoma City Blazers
- Rocky Mountain Rage
- Wichita Thunder

### Konferencja Południowa
Dywizja Południowo-Wschodnia
- Austin Ice Bats (Minnesota Wild, Houston Aeros)
- Corpus Christi Rayz
- Laredo Bucks (Phoenix Coyotes, San Antonio Rampage)
- Rio Grande Valley Killer Bees

Dywizja Południowo-Zachodnia
- Amarillo Gorillas
- Arizona Sundogs (Colorado Avalanche)
- Lubbock Cotton Kings
- New Mexico Scorpions (Nashville Predators, Milwaukee Admirals)
- Odessa Jackalopes (Edmonton Oilers)